# Ephedrus jiangsuensis
Ephedrus jiangsuensis är en stekelart som beskrevs av Chen 2001. Ephedrus jiangsuensis ingår i släktet Ephedrus och familjen bracksteklar. Inga underarter finns listade i Catalogue of Life.